# Кибер-физична система
Кибер-физична система (на английски: cyber-physical system) се нарича система, в която са свързани информационни, софтуерни компоненти с механични и електронни части, които комуникират посредством една инфраструктура за предаване на данни, като например Интернет. Кибер-физичната система се отличава с високата си степен на сложност. Формирането на системата става чрез проводникови или безпроводникови мрежи между вградени системи. Това понятие е създадено с цел да се създаде теоретична основа за изследване и развитието на големи, разпределени, комплексни системи, като например създаването на ефективно електроснабдяване или конструирането на нов тип производствени съоръжения, които могат да се напасват динамично към изискванията на производството

## Области на използване
Като области на използване могат да бъдат: създаването на медицински уреди и системи с висока надеждност, системи за грижа за възрастни хора, управление на движението на превозните средства, мрежови системи за асистиране на управлението на автомобила, индустриални системи за управление на процесите и автоматизацията, устойчиви системи за управление на околната среда и други.

## Използвани технологии
- Безжична сензорна мрежа
- Интернет
- Обработка в реално време
- Вградена система
- Автономна компютърна система